# Le Pire Épisode
 (août 2022).
Si vous disposez d'ouvrages ou d'articles de référence ou si vous connaissez des sites web de qualité traitant du thème abordé ici, merci de compléter l'article en donnant les références utiles à sa vérifiabilité et en les liant à la section « Notes et références ».
Le Pire Épisode (France) ou Pire Épisode de l'Histoire (Québec) (Worst Episode Ever) est le 11e épisode de la saison 12 de la série télévisée d'animation Les Simpson.

## Synopsis
Homer parie avec Bart qu'il n'est pas capable de manger du bicarbonate de soude. Homer le fait et Bart gagne 50 dollars. Bart et Milhouse sont bannis à vie de la boutique de BD, après avoir empêché le vendeur de BD d'obtenir à petit prix des objets collectors. Néanmoins quand ceux-ci lui sauvent la vie en appelant les secours alors qu'il faisait une crise cardiaque, il leur confie la direction de la boutique de BD pendant la durée de son rétablissement. Mais quand Milhouse commande une BD de Biclops, sponsorisé par une marque de lunettes, Bart et lui se bagarrent et tombent dans une cave où sont stockées des cassettes interdites où l'on voit notamment un général s'adressant et informant l'actuel président concernant les bombes nucléaires enfouies à Springfield, le Révérend Lovejoy bourré ou encore Ned Flanders interrogé par le FBI pour avoir porté plainte contre Homer après qu'il a relâché un singe radioactif dans sa maison. Pendant ce temps, le vendeur de BD s'éprend d'Agnès Skinner.

## Invité
- Tom Savini